# Occulus
Pour les articles homonymes, voir Oculus (homonymie).
Occulus est un super-vilain appartenant à l'univers de Marvel Comics. Il est apparu pour la première fois dans Fantastic Four #363, en 1992.
Il a été l'un des premiers prisonniers de la Prison Alpha dans la Zone Négative.

## Origines
Occulus est un extraterrestre orphelin, élevé par la Guilde de la Gemme sur une planète isolée dans l'Innivers. Avec un autre alien, Wildblood, il fut soumis à des épreuves traditionnelles par la Guilde. Occulus fut choisi et instruit par le maléfique Dangor, accroissant sa connaissance et son pouvoir. Il s'arracha même un œil, dans sa quête pour la suprématie sur la Gemme. C'est à partir de ce moment qu'il se fit appeler Occulus (« l'Œil »).
Il envoya ses soldats pourchasser Wildblood, qui avait réussi à passer à travers un portail dimensionnel vers la Terre-616, où il rencontra les Quatre Fantastiques. L'escadron réussit à capturer Wildblood, Jane et Franklin Richards, et à retourner dans l'Innivers.
Quand Occulus découvrit que le jeune Franklin était un puissant psioniste latent, il voulut le tuer, puis se ravisa pour exploiter son don.
Finalement, Jane et Red, aidés par la Résistance populaire de la planète, provoquèrent un foudroyant retour d'énergie sur Occulus, l'éjectant dans l'espace.
On revit pourtant Occulus allié avec Aron le Gardien rebelle, qui tentait de transformer la Voie lactée en micro-univers. Leur plan échoua, grâce à l'intervention de l'Homme-Fourmi.
Des années plus tard, Occulus se téléporta sur Terre où il déroba les tentacules d'adamantium du Docteur Octopus. Il combattit la Torche Humaine et Spider-Man. Finalement, il fut arrêté et transféré dans la toute nouvelle prison de la Zone Négative.

## Pouvoirs
- Occulus est un extra-terrestre mutant, pouvant drainer l'énergie subatomique contenue dans les cristaux entourant sa planète, appelés Gemmes de l'Innivers. Sa force physique et son endurance sont augmentées quand il est en présence de cristaux. De quelques centaines de kilos, il peut alors soulever près de 20 tonnes.
- Son œil droit a été remplacé par une machine abritant une gemme jaune, qui lui permet de léviter, créer des champs de force, de projeter de la lumière ou des rayons de force ou de chaleur.
- La gemme détecte aussi différents types d'énergie, à portée de vue.
- Occulus porte une armure faite dans une matière inconnue originaire de sa planète natale.
- C'est un très bon artiste martial, et un tacticien doué.